# Hoverla
Hoverla (ukrainska: Говерла;  ungerska: Hóvár; rumänska: Hovârla; tjeckiska och slovakiska: Hoverla; polska: Howerla) är ett berg i västra Ukraina, beläget i östra Beskiderna på gränsen mellan oblasterna Ivano-Frankivsk och Zakarpatska. Det är 2 061 meter högt, vilket gör det till landets högsta.
Bergssluttningarna täcks av bok- och granskog, ovan vilka finns ett bälte av subalpina ängar kallade polonyna. På den östra sluttningen finns floden Pruts huvudsakliga källa.
Datumet för den första bestigningen är okänt. I slutet av 1800-talet blev berget en uppmärksammad turistattraktion, särskilt bland turister från närliggande städer i Galizien. År 1880 invigdes den första turistleden uppför berget. Efter Sovjetunionens fall blev berget återigen en viktig turistort, eftersom många av de traditionella sovjetiska turistbergen inte längre fanns tillgängliga.